# Joel Lehtonen

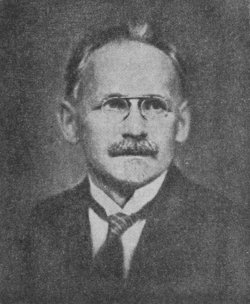
Joel Lehtonen

Joel Lehtonen (* 27. November 1881 in Sääminki; † 20. November 1934 in Huopalahti) war ein finnischer Schriftsteller und Übersetzer. Aus ärmlichen und beengten Verhältnissen kommend, schwang er sich zum Weltenbummler und zu einem der renommiertesten finnischen Autoren des frühen 20. Jahrhunderts auf. Er schrieb vorwiegend Erzählungen. Nach neoromantischen und naturalistischen Anfängen nahm sein Werk im Gefolge des finnischen Bürgerkriegs (1918) verbitterte und melancholische Züge an. Zudem mit Krankheiten geschlagen,  nahm sich Lehtonen mit 53 Jahren das Leben.

## Leben und Werk
Joel Lehtonen war der Sohn eines ihm unbekannten Vaters und einer seelisch kranken Bauernmagd. Er kam durch seine Pflegemutter Augusta Wallenius, Witwe eines Geistlichen, in den Genuss einer Schulbildung, sodass ihm die „höhere“ Gesellschaft offen stand. Seine Neigung ging allerdings zum Gegenteil; er machte sich schon als Schüler im Rahmen eines Geheimbundes mit dem anarchistischen Gedankengut Kropotkins vertraut. Zu Lehtonens engen Freunden zählte Rudolf Holsti, der im Gegensatz zu ihm politische und diplomatische Karriere machte. Lehtonen studierte einige Semester Literatur an der Universität in Helsinki, doch nach seiner Teilnahme an antimilitaristischen Demonstrationen wurde er 1902 relegiert.
Schon während des Studiums war Lehtonen bei einigen Zeitungen mit Artikeln zum Zug gekommen. In den Jahren 1904 und 1905 veröffentlichte er außerdem einen Gedichtband und drei Romane. Obwohl sie noch in neoromantischer Tradition standen, brachten ihm diese Veröffentlichungen den Ruf eines großen Talentes ein. Während er in ihnen das Unvermögen der Bauernschaft beklagte, gegen ihr hartes Los aufzustehen, kaufte sich Lehtonen von seinen Tantiemen selber ein Bauernhäuschen mit etwas Land unweit seines Geburtsortes, das er Putkinotko nannte – wie später sein bekanntestes Buch. Er bewohnte es nur saisonal. Ab 1906 in Lahti bei der von seinem alten Freund Holsti redigierten Zeitung Lahden Lehti tätig, begegnete er seiner „großen Liebe“ Sylvia Avellan. Da sie höheren Kreisen angehörte und zudem verheiratet war, blieb es eine unerfüllte Liebe. Die beiden führten allerdings einen 13 Jahre währenden regen Briefwechsel und tauschten Geschenke aus. Avellan starb 1920, wahrscheinlich durch Selbstmord, was Lehtonen stark mitnahm. Sie ging später in zwei Romane von ihm ein.

### Rheumatismus und Schnapsbrennergeschichten
Seine „längste“ Anstellung hatte Lehtonen 1912/1913 als Redakteur der Zeitung Helsingin Sanomat. Ansonsten war er in den Jahren um 1910 viel in Europa (Schweiz, Italien, Frankreich) und Nordafrika unterwegs. Teils suchte er Heilung für seinen Rheumatismus, teils machte er sich mit der jeweils einheimischen Kultur und insbesondere Literatur vertraut. Eine Frucht waren seine Reiseerzählungen Myrittia Alppiruusu (1911) und die von Charles Baudelaire beeinflussten Prosagedichte Punainen Milly (1913). Das letztgenannte, „depressiv“ gestimmte Buch zeigt Lehtonens Enttäuschung von Paris. Zudem nahm er eine Übersetzung von Boccaccios Decamerone in Angriff, die Fragment blieb. Allerdings übersetzte er zahlreiche andere Autoren, etwa August Strindberg, Henrik Ibsen, Edvard Westermarck, Knut Hamsun, Stendhal, Alexandre Dumas, Jules Verne, Anatole France, Romain Rolland.
Lehtonens fruchtbarste Periode setzte 1917 mit dem Roman Kerran Kesällä ein, in dem ein Komponist aus Übersee in die Heimat zurückkehrt. Es folgten die „meisterhaften“ Kurzgeschichten Kuolleet Omenapuut (1918) und der umfangreiche, „klassische“ Roman Putkinotko (1919/1920), in dessen Zentrum der behäbige Kleinstpächter Judas Käkriäinen steht, der sich in den vorrevolutionären Zeiten als Schnapsbrenner versucht. Das im Seengebiet des Saimaa unweit der Stadt Savonlinna angesiedelte Geschehen spielt sich innerhalb lediglich eines, im finnischen Sommer freilich recht langen Tages ab. In dessen Verlauf werden „mittels temperamentvoller humoristisch-satirischer Dialoge und gesellschaftskritischer Betrachtungen“ typische Personen verschiedener Volksschichten in unterschiedlichsten Situationen vorgeführt. Des Autors Sympathie gilt dabei den schlichten Gemütern. Die Lektüre sei von Beginn an fesselnd, weil Lehtonen „die für den Nichtfinnen häufig fast provozierende Langatmigkeit zahlreicher finnischer Romanwerke“ zu vermeiden wisse, heißt es in Kindlers Neuem Literaturlexikon. In der ungeschminkten Schilderung finnischen Alltagslebens und den satirischen Zügen erinnere das Werk bisweilen an Rabelais; ohnehin sei Lehtonens Schaffen vorrangig von der romanischen (und nicht etwa der skandinavischen) Literatur beeinflusst, mit der er sich ja gründlich auseinandersetzte. Putkinotko regte bislang eine Dramatisierung (Urpo Lauri 1953) und zwei finnische Verfilmungen an: 1954 (Regie Roland af Hällström) und 1998 (Reima Kekäläinen).

### Verdrossenheit
Der schon erwähnte Bürgerkrieg bereitete Lehtonen eine größere Enttäuschung als die Stadt Paris. Er verdammte beide Seiten – dieses Land mit seinen „weißen und roten Monstern“ sei ekelhaft, versicherte er seiner Freundin Avellan in einem Brief. Entsprechend düster fielen seine letzten Bücher aus. Im Roman Rakastunut Rampa von 1922 schien er gar sein eigenes Ende vorwegzunehmen: Sakris Kukkelman, ein verkrüppelter Nietzsche-Bewunderer, hängt sich auf, nachdem ihn zwei Prostituierte ausgenommen haben. In Henkien Taistelu von 1933 führt ein Teufel den Helden durch die Niederungen zeitgenössischer finnischer Korruption, damit jener Gott beweisen könne, er sei in der Lage, noch dem frommsten Manne den Glauben zu rauben.
1920 verheiratete sich Lehtonen mit der Masseuse Lydia Thomasson, die schon seit einiger Zeit seine Sekretärin war. Auch sie ging in mehrere seiner Bücher ein, so als Lyygia in Putkinotko. Im selben Jahr lernte er die jungen radikalen Maler Tyko Sallinen und Jalmari Ruokokoski von der November-Gruppe kennen, deren Verdammung des „Establishments“ er teilte. In den 1930er Jahren hinderten ihn verschiedene Krankheiten sowohl am Reisen wie am Schreiben. Im Verein mit seiner gedrückten Stimmung und seiner Vereinsamung führten sie 1934 zum Triumph des Todes, so der Titel eines Gedichtbandes von Lehtonen: er erhängte sich. Seine Verfassung leuchtet auch aus den letzten Briefen Lehtonens an Otto Manninen, Rafael Koskimies, Anna-Maria Tallgren und Kaapo Wirtanen hervor, die sich in einer posthum veröffentlichten Sammlung finden.

## Werke auf Deutsch
- Verdorrte Apfelbäume. Erzählungen in dichterische Prosa, Grevenbroich: Labonde, 2010[3]

Ein Verzeichnis der finnischen Ausgaben gibt Petri Liukkonen.